# 福田平
福田 平（ふくだ たいら、1923年11月4日 - 2019年1月8日）は、日本の法学者。
専門は刑法学。学位は、法学博士（東京大学・論文博士・1962年）（学位論文「違法性の錯誤」）。一橋大学名誉教授。2000年 勲二等瑞宝章受章。東京市麹町区（のち千代田区）出身。

## 学説
その刑法学説は、師である団藤と同じく後期旧派に属するが、戦後ドイツの刑法学者ハンス・ヴェルツェルの刑法理論を日本に紹介し、行為論において、目的的行為論をとり、行為を主観客観の全体的構造をもつとした上で、違法性論において、行為無価値論にたった。
違法性の錯誤については、違法性の意識は故意とは無関係であるが、違法であると思わなかったことに相当の理由があれば責任を阻却するという厳格責任説をとる。
その後、結果無価値論にたつ平野龍一から、刑法の倫理化を招くものと批判されると、行為無価値と社会倫理とは別個独立のものだと反論し、論争を繰り広げた。

## 人物・来歴
山名寿三（国際法学者）は義父。東京大学で大塚仁と共に団藤重光の指導を受ける。同い年の大塚とは生涯にわたり深い親交を保つ。
神戸大学教授、東京教育大学教授を経て、定年退官した植松正の後任として、一橋大学刑法講座第2代教授に就任。福田ゼミナール出身者には、刑法学者の橋本正博（一橋大学教授）、刑事法学者の村岡啓一（元一橋大学教授）、比較法学者の青木人志（一橋大学教授）、刑事訴訟法学者の上口裕（南山大学教授）、刑事訴訟法学者の宮城啓子（元筑波大学教授）、犯罪学者の福田雅章（一橋大学名誉教授）などがいる。

### 略歴
- 1930年 - 4月東京市番町尋常小学校入学[1]
- 1936年 - 3月東京市番町尋常小学校卒業[1]
- 1936年 - 4月東京府立第一中学校入学[1]
- 1940年 - 3月東京府立第一中学校四年修了[1]
- 1940年 - 4月府立高等学校文科乙類入学[1]
- 1942年 - 9月府立高等学校卒業[1]
- 1942年 - 10月東京帝国大学法学部法律学科入学[1]
- 1947年 - 3月東京帝国大学法学部法律学科卒業[1]
- 1947年 - 12月高等文官試験司法科試験合格[1]
- 1947年 - 4月東京帝国大学大学院特別研究生[1]
- 1950年 - 5月神戸大学法学部助教授[1]
- 1956年 - ボン大学に留学し、ヴェルツェルに師事する。[1]
- 1958年 - 4月神戸大学法学部教授[1]
- 1964年 - 4月東京教育大学文学部教授（併任）[1]
- 1965年 - 4月東京教育大学文学部教授（配置換）[1]
- 1969年 - 5月一橋大学法学部教授（併任）[1]
- 1970年 - 4月一橋大学法学部教授（配置換）[1]
- 1978年 - 5月一橋大学法学部長（1980年4月まで）[1]
- 1987年 - 3月一橋大学定年退官[1]
- 1987年 - 4月一橋大学名誉教授、東海大学法学部教授[1]
- 1993年 - 4月駿河台大学大学院法学研究科客員教授
- 2000年 - 勲二等瑞宝章
- 2019年 - 1月8日に死去、95歳没[7]

## 著書
- 『違法性の錯誤』（有斐閣、1960年）
- 『目的的行為論と犯罪理論』（有斐閣、1964年）
- 『市民のための刑法（有斐閣選書）』（有斐閣、1972年）
- 『刑法解釈学の基本問題』（有斐閣、1975年）
- 『行政刑法（法律学全集）（新版）』（有斐閣、1978年）
- 『刑法解釈学の主要問題』（有斐閣、1990年）
- 『刑法各論（全訂第3版増補）』（有斐閣、2002年）
- 『刑法解釈学の諸問題』（有斐閣、2007年）
- 『刑法総論（全訂第5版）』（有斐閣、2011年）

## 共編著
- 『刑法総論Ⅰ（有斐閣大学双書）』（大塚仁と共著）（有斐閣、1979年）
- 『刑法総論Ⅱ（有斐閣大学双書）』（大塚仁と共編著）（有斐閣、1982年）
- 『対談刑法総論（上、中、下）』（大塚仁と共著）（有斐閣、1986年、1987年）
- 『基礎演習刑法（新版）』（大塚仁と共著）（有斐閣、1999年）
- 『刑法各論（改訂版）』、『刑法総論（改訂版）』（ともに大塚仁と共編著）（青林書院、1996年、1997年）
- 『刑法判例集（第4版）』（大塚仁と共著）（有斐閣、2001年）
- 『21世紀における刑事規制のゆくえ』（中山研一、宮澤浩一ほかと共著）（現代法律出版、2003年）

## 門下生
一橋大学教授時代の弟子に、橋本正博（刑事法、一橋大学教授）・青木人志（比較法文化論、一橋大学教授）・王雲海（比較刑事法、一橋大学教授）がいる。